# 聖喬治站 (巴黎地鐵)
聖喬治站（法語：Saint-Georges）是巴黎地鐵的一個車站。聖喬治站位於巴黎九區，開業於1911年4月8日，當時是北南公司A線的車站。1931年3月27日，聖喬治站改為巴黎地鐵12號線的車站。車站名稱來自於聖喬治路。

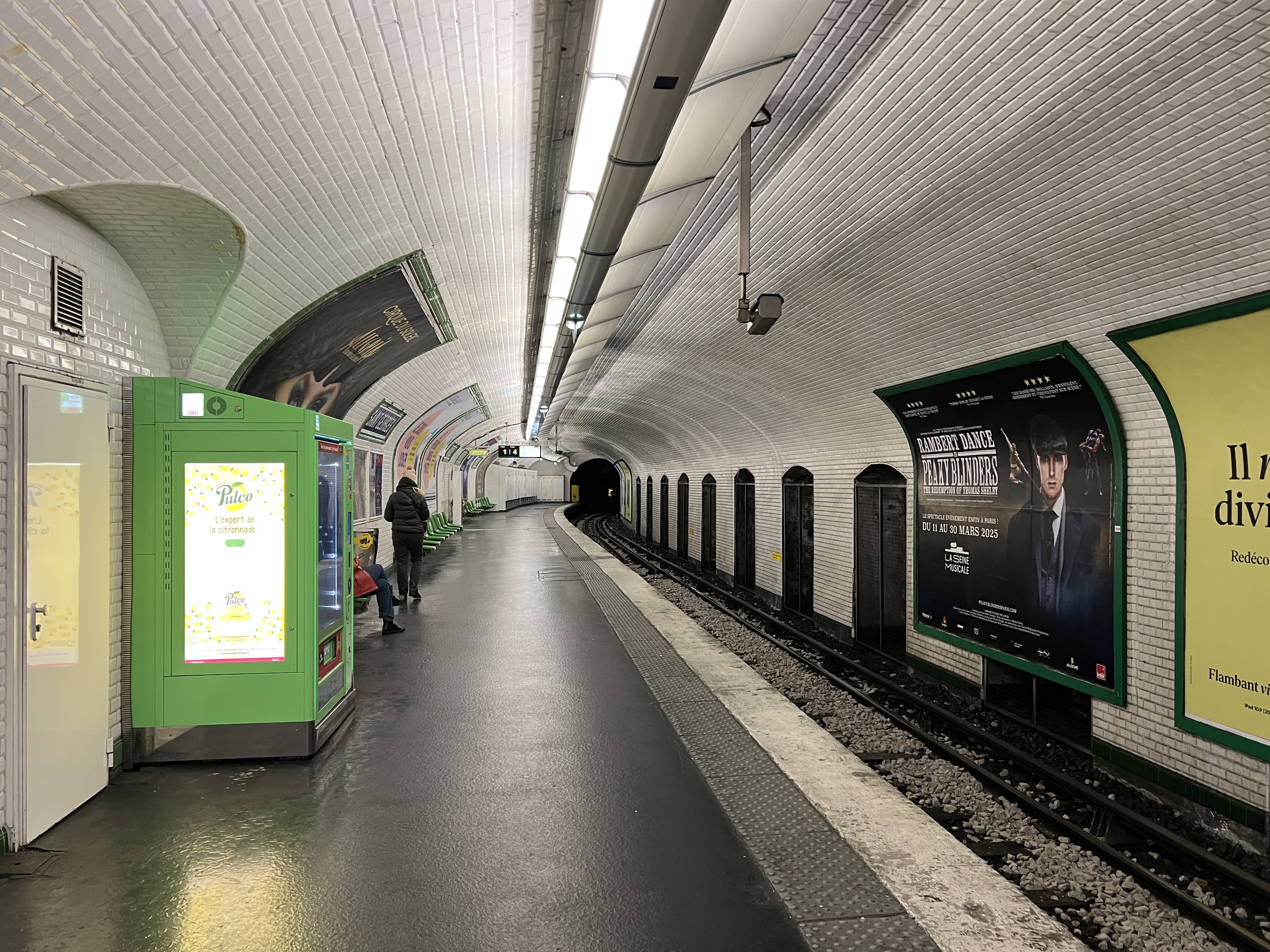
月台（2024年12月）

## 車站結構
| 街道層     |                    |                              |
| B1         | 夾層               |                              |
| 12號線月台 | 側式月台，右側開門 | 側式月台，右側開門           |
| 12號線月台 | 南行               | 往伊西市政府（洛雷特聖母院） |
| 12號線月台 | 北行               | 往奧貝維埃市政府（畢嘉樂）   |
| 12號線月台 | 側式月台，右側開門 |                              |